# Naturforschende Gesellschaft in Danzig

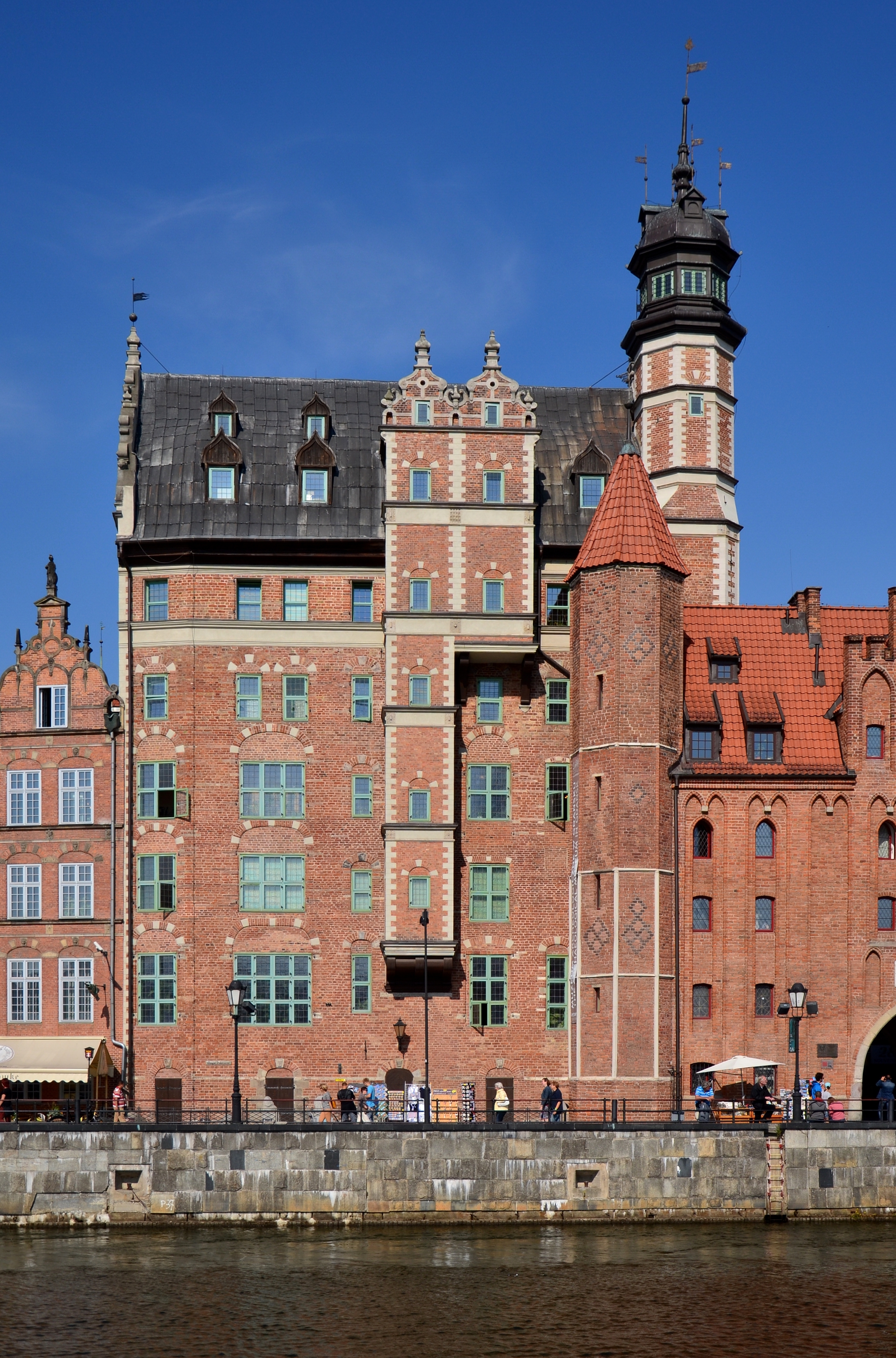
Haus der Naturforschenden Gesellschaft ab 1845

Die Naturforschende Gesellschaft in Danzig (lateinisch Societas Physicae Experimentalis, polnisch Gdańskie Towarzystwo Przyrodnicze) war eine Vereinigung in Danzig, die sich der Förderung naturwissenschaftlicher Erkenntnisse widmete. Sie wurde 1743 auf Anregung von Daniel Gralath gegründet und bestand bis 1936.

## Geschichte
Anfänge
Gralath äußerte erstmals am 7. November 1742 privat die Idee, eine Societas Physicae experimentalis („Gesellschaft für Experimentalphysik“) zu gründen. Nach positivem Echo fand sich ein kleiner Kreis von Gelehrten zu vorbereitenden Sitzungen zusammen, auf denen nach Vorschlägen Gralaths die Statuten der Gesellschaft beschlossen und ein Vorstand gewählt wurde. Am 2. Januar 1743 trafen sich neun Personen im Haus von Adrian Söhner zur Gründungsversammlung.
Sie gründeten eine der ersten Naturforschenden Gesellschaften in Mitteleuropa. 
Weitere Entwicklung
Experimente, etwa mit der Leidener Flasche, wurden zunächst in der Halle des Grünen Tors durchgeführt. Ab 1845 residierten die Mitglieder der Gesellschaft am Mottlau-Ufer direkt neben dem Frauentor.
1869 stiftete die Gesellschaft anlässlich des 100. Geburtstags von Humboldt das Humboldt-Stipendium zur Unterstützung naturwissenschaftlicher Arbeiten. Die Gesellschaft setzte sich für die Gründung der Technischen Hochschule Danzig im Jahre 1904 ein und stiftete ihr später auch ihre kostbare Bibliothek. Die umfangreichen naturkundlichen Sammlungen waren dem 1879 begründeten Westpreußischen Provinzial-Museum übergeben worden, kehrten dann aber ins Grüne Tor zurück.
Die Gesellschaft bestand bis 1936.
Das Haus wurde im Jahre 1945 zerstört. Das Gebäude wurde wieder aufgebaut und beherbergt seit dem Ende des 20. Jahrhunderts das Danziger Archäologische Museum.

## Mitglieder
Gründungsmitglieder
- David Kade, Arzt, erster Direktor[3]
- Michael Christoph Hanow, Gymnasialprofessor für Mathematik
- Heinrich Kühn, Gymnasialprofessor für Philosophie
- Daniel Gralath, Privatgelehrter, später Bürgermeister
- Jacob Theodor Klein, Stadtsekretär
- Adrian Gottlieb Söhner, Unterrichter
- Paul Swietlicki, polnischer Prediger an St. Johannes
- Heinrich Wilhelm von Rosenberg, Subsyndicus, später Bürgermeister
- Friedrich August Zorn von Plobsheim, Privatgelehrter

Ehrenmitglieder
- Johann Reinhold Forster (1775)
- Johann Ernst Immanuel Walch
- Friedrich Heinrich Wilhelm Martini
- Alexander von Humboldt (1840)
- Heinrich Göppert (1875)

Weitere Mitglieder
- Nathanael von Wolf
- Michael Christoph Hanow
- Gottfried Lengnich
- Johann Jacob Mascov mit seiner „Geschichte der Teutschen“
- Johann Uphagen

- Eduard O’Rourke, erster katholischer Bischof von Danzig, seit 1922

## Schriften
Die Gesellschaft veröffentlichte regelmäßig Publikationen, in denen sie über neueste naturwissenschaftliche Erkenntnisse berichtete
- Versuche und Abhandlungen der Naturforschenden Gesellschaft
- Schriften der Naturforschenden Gesellschaft